# Reef

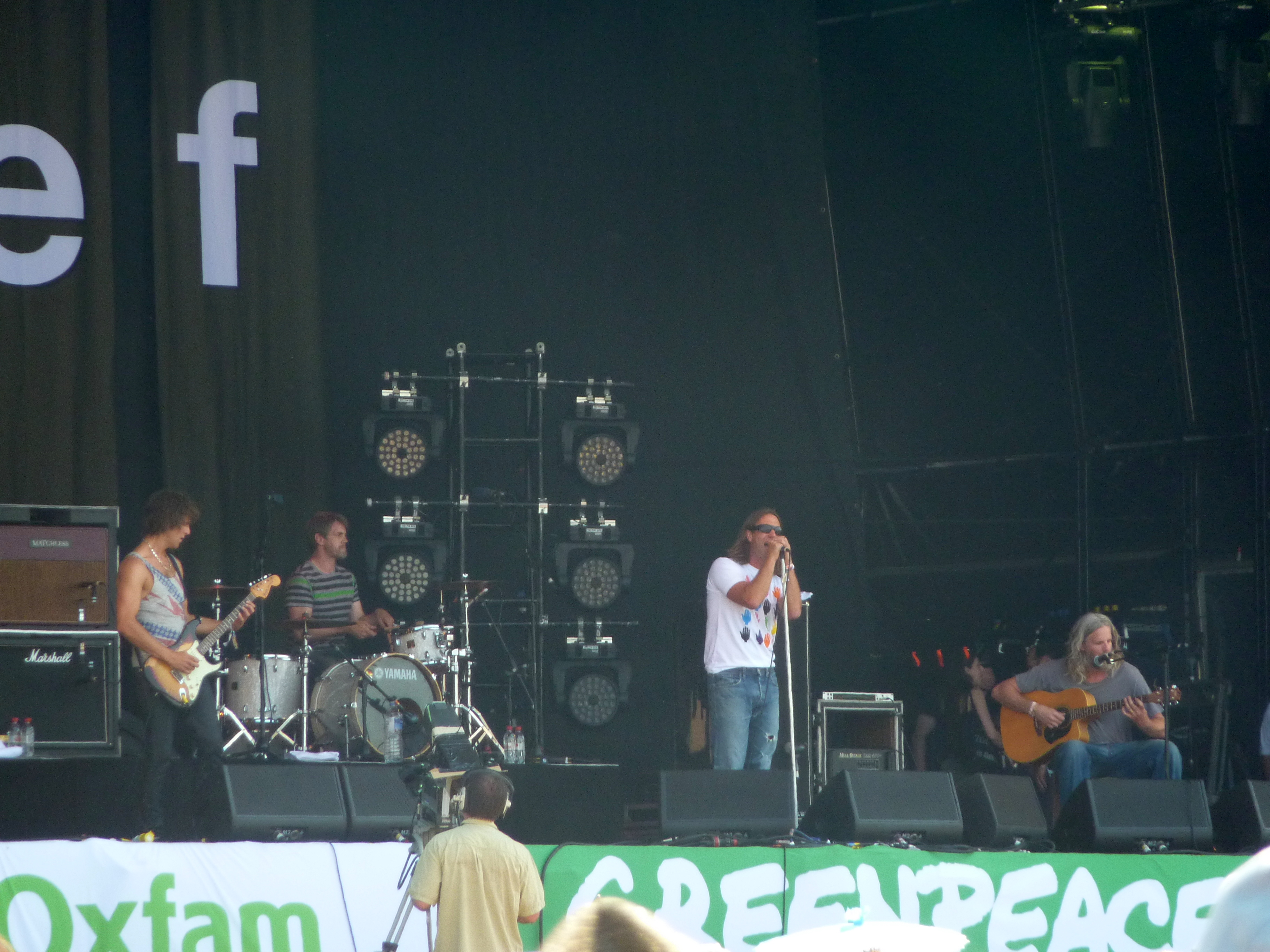
Reef

Reef was een Engelse rockband afkomstig uit Butleigh, nabij Glastonbury. De groep werd opgericht in 1997 door de zanger Gary Stringer, gitarist Kenwyn House, bassist Jack Bessant en drummer Dominic Greensmith. Na eerst kort Naked geheten te hebben, veranderden ze hun naam definitief naar Reef. De groep is vooral bekend vanwege het door de critici vol lof ontvangen album Glow, het tweede album. De groep toerde onder meer met Soundgarden en de Rolling Stones.
In 2003 ging de groep uit elkaar. Stringer en Bessant gingen door in de nieuwe band "Them Is Me". Greensmith belandde een paar jaar later in de groep Kubb.

## Discografie

### Demo's
- "The Purple Tape" 1993

### Albums
- Replenish, 1995
- Glow, 1997
- Rides, 1999
- Getaway, 2000
- Together, 2003
- The Best Of Reef, 2008 (verzamelalbum)

### Dvd's
- Reef Live